# Cerro Chenque

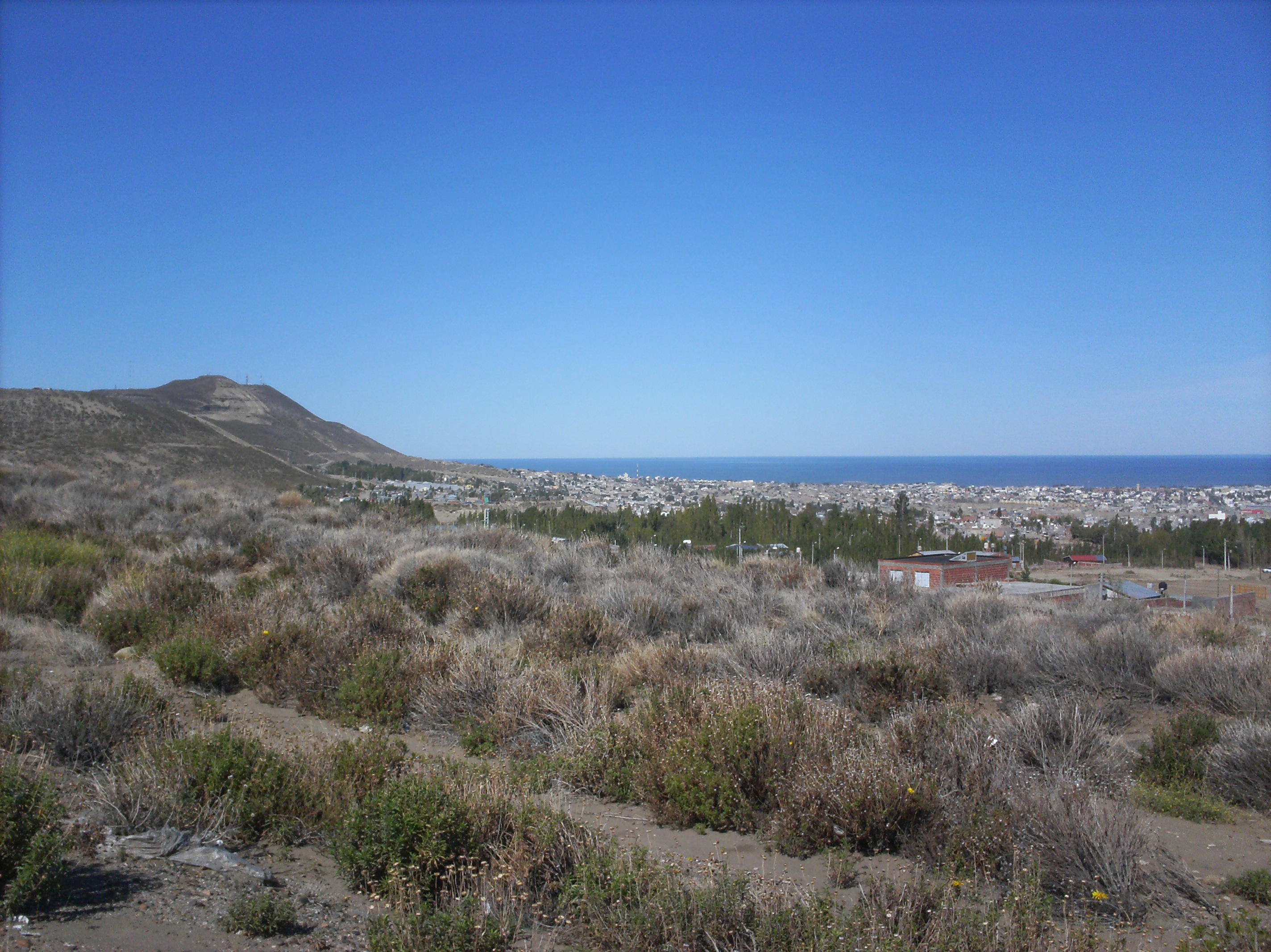
El mítico cerro Chenque, meseta de la zona que bordea a la ciudad patagónica de Comodoro Rivadavia.

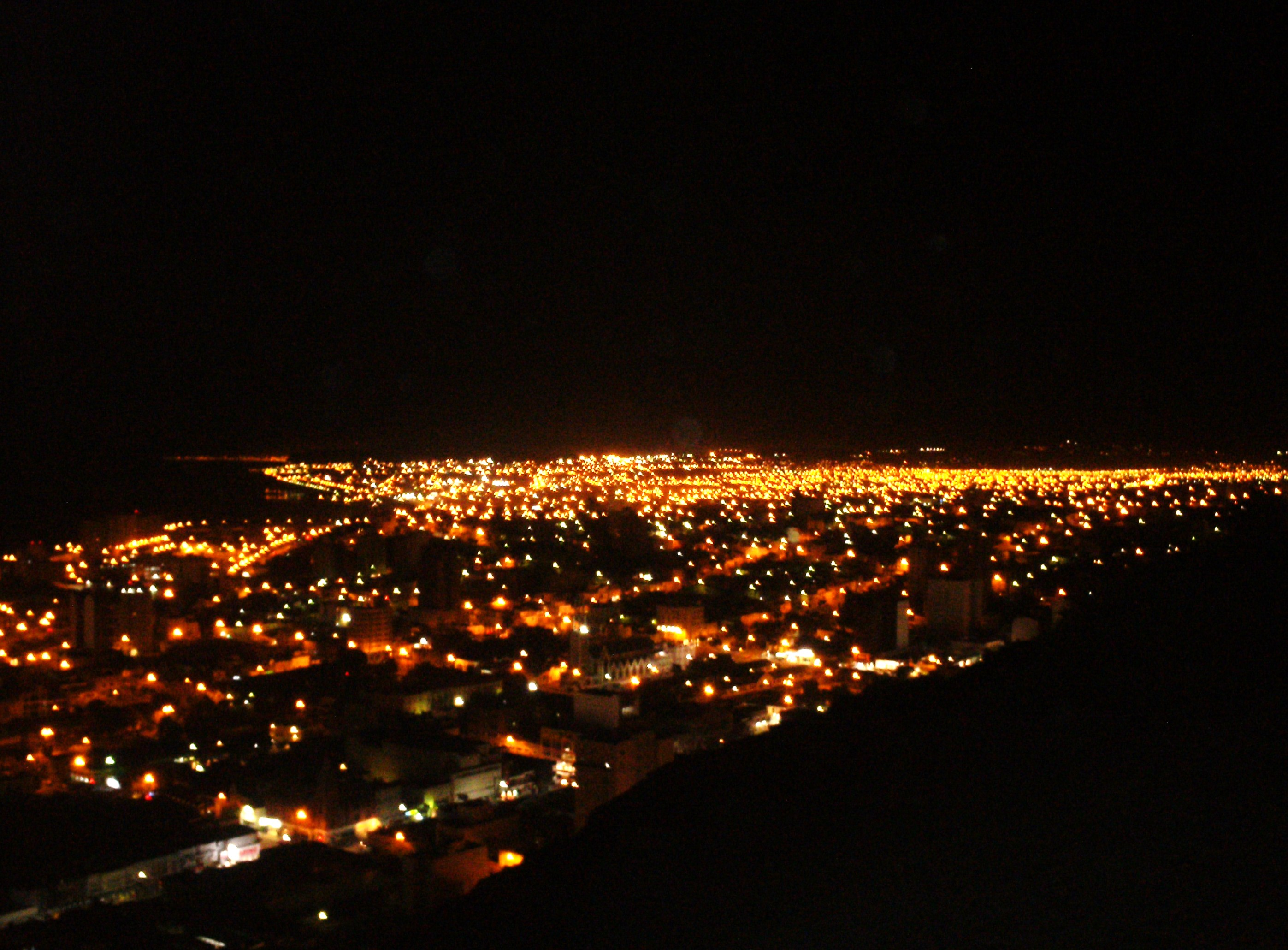
Vista nocturna de la ciudad desde el cerro.

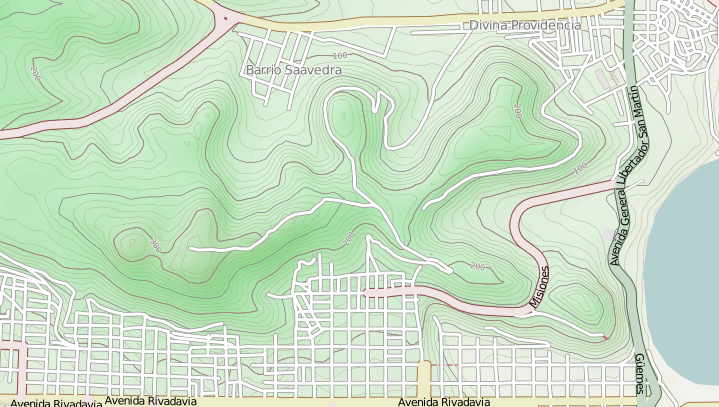
Mapa topográfico del Cerro y sus alrededores. (Fuente: OpenStreetMap)

El Cerro Chenque es un accidente geográfico de tipo meseta, ubicado en la ciudad de Comodoro Rivadavia, Patagonia Argentina. Es posible divisarlo desde la playa de Rada Tilly y el límite con la Provincia de Santa Cruz. Juntos con otras formaciones mesetarias, como el Cerro Hermitte y el Viteau, dividen y atraviesan la ciudad formando distintas zonas y barrios.
El cerro es todo un símbolo de la identidad cultural de la ciudad. Esto se explica en que la presencia significativa de la elevación se hace presente en diversas imágenes antiguas, en el himno de Comodoro Rivadavia y se impone a lugares significativos como equipos o premios.

## Toponimia

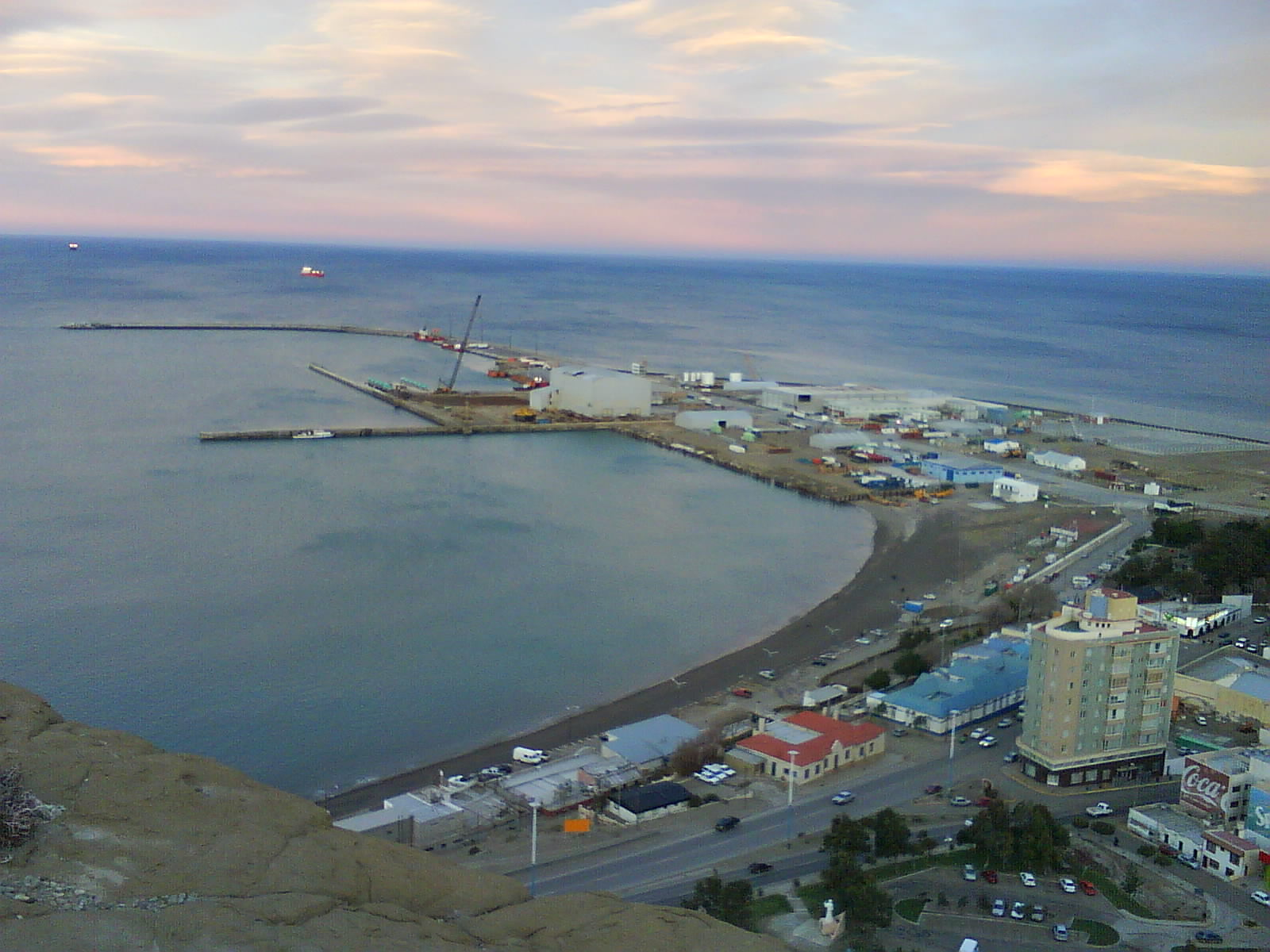
Vista del Puerto Antonio Morán desde el cerro.

La palabra chenque es frecuentemente utilizada en la Patagonia argentina, y en menor medida en la región pampeana, para hacer referencias a las tumbas indígenas precolombinas. Una de las primeras referencias al término está en la obra "La edad de la piedra en Patagonia" de 1905 del investigador francés Henri de La Vaulx, quien emplea el término tchenque para referirse a estructuras de entierro humano. Los chenques se caracterizan por colocar el cadáver o los cadáveres sobre el suelo, y luego amontonar grandes cantidades de piedras, con mayor o menor simetría. Asimismo, pocas veces se procedía a excavación de una fosa. Generalmente se situaba el chenque en lo alto de los cerros, mirando hacia el Este. Algunos de estos correspondían a entierros múltiples, así como a entierros secundarios.
En Comodoro Rivadavia se denominó Chenque al cerro debido a que antiguamente los pobladores originarios lo utilizaron como cementerio. Casualmente, los primeros pobladores que llegaron a principios del siglo XX tuvieron su primer cementerio al pie del Chenque desde 1904, cerca de donde actualmente tiene paso a la ruta nacional número 3. Posteriormente, con el crecimiento de la ciudad el cementerio se vio desbordado ya para los  años 1940.  El campo santo funcionó en exclusiva alrededor de 40 años. Sin embargo, ante la necesidad de más espacio el gobierno de la Zona Militar de Comodoro Rivadavia terminó abriendo los cementerios Oeste en zona sur y en zona norte otro más. En los años siguientes comenzó el traslado de los cadáveres desde el antiguo cementerio, tarea que se dejó en manos de los familiares. Finalmente, la erradicación definitiva se realizó en los década del 1980. La mudanza tuvo muchas dificultades e irregularidades, principalmente por el estado en que se encontraban los ataúdes de madera o la rotura de los mismos mientras se intentaban llevar desde ese camposanto al otro. De este modo, aun hoy se pueden ver restos de tumbas y esqueletos que descansan al borde del mar, por el traslado incompleto. Años más tarde, ante el deslizamiento del cerro en los años 1990 las autoridades decidieron construir una ruta provisoria al costado de la anterior, encima donde estuviera el viejo cementerios. Luego, al ser reconstruida la traza original de la Ruta Nacional n.º 3,  la ruta provisoria quedó en desuso, y el cementerio prácticamente en el olvido. Sin embargo, desde 2015 la municipalidad levantó en este mismo sitio un cenotafio para recordar a los primeros pobladores. Asimismo, el municipio al ver el gran uso recreativo-aeróbico creó un circuito que dispone de juegos, máquinas para hacer ejercicio y sillas para disfrutar la tarde; todo frente al mar, en un lugar que alguna vez albergó al primer cementerio comodorense.

## Leyendas
El cerro está atravesado por dos leyendas. La primera es amigable para quienes recorren el accidente geográfico. Asegura que quien visita el Chenque y frota sus manos en el suelo arenoso regresará a la región, por el llamado de los espíritus de los ancestros que allí descansan. Se trata de una creencia popular que invita a volver al pago, algo similar a la leyenda del calafate, que asegura que quien prueba este fruto nunca se va de la Patagonia, y quien se va siempre vuelve.
Otro de los relatos, afirma que quien cava y saca esqueletos u otros elementos del cerro tendrá un castigo de cien años para sí mismo y sus familiares. Según cuentan, quienes se han quedado con puntas de flechas o cacharros del Chenque han quedado malditos o han tenido una repentina muerte.

## Datos

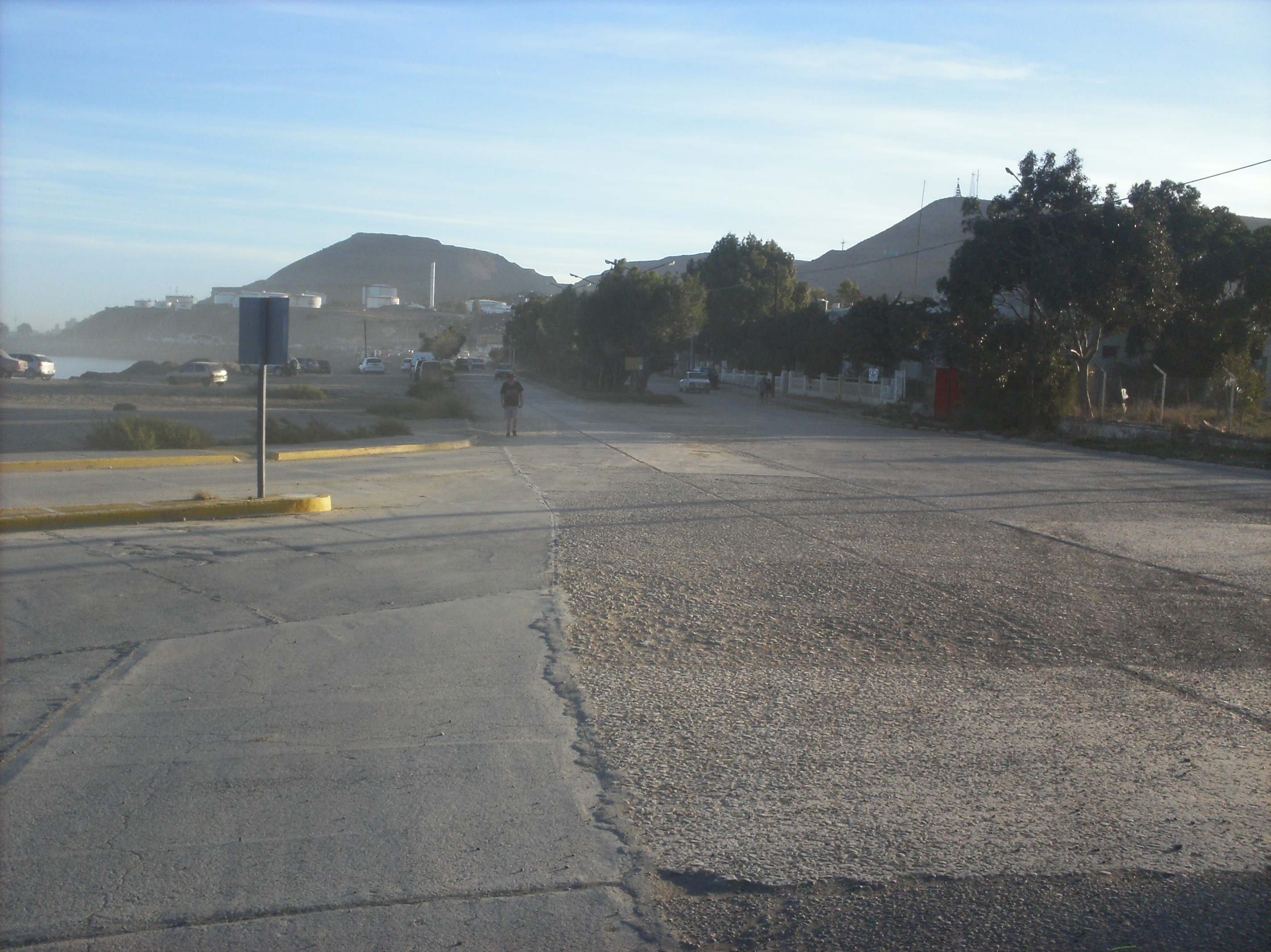
Vista panorámica desde la zona norte, del Chenque y el cerro Viteau, ambos cortando al aglomerado.

Es una importante y pintoresca elevación. Divide en zona norte y sur a una de las más pujantes ciudades del sur argentino, la cual se eleva a 61 metros de altura sobre el nivel del mar. Su cumbre alcanza una altura de 212 metros sobre el nivel del mar, posición intermedia en el trío hermano del que participan el Cerro Viteau y Cerro Hermitte, con quienes comparte una forma similar y mucha proximidad. Todos estos accidentes pertenecen a la formación geológica conocida como Meseta patagónica, las últimas manifestaciones visibles antes de perderse en el mar.

## Riesgo geológico

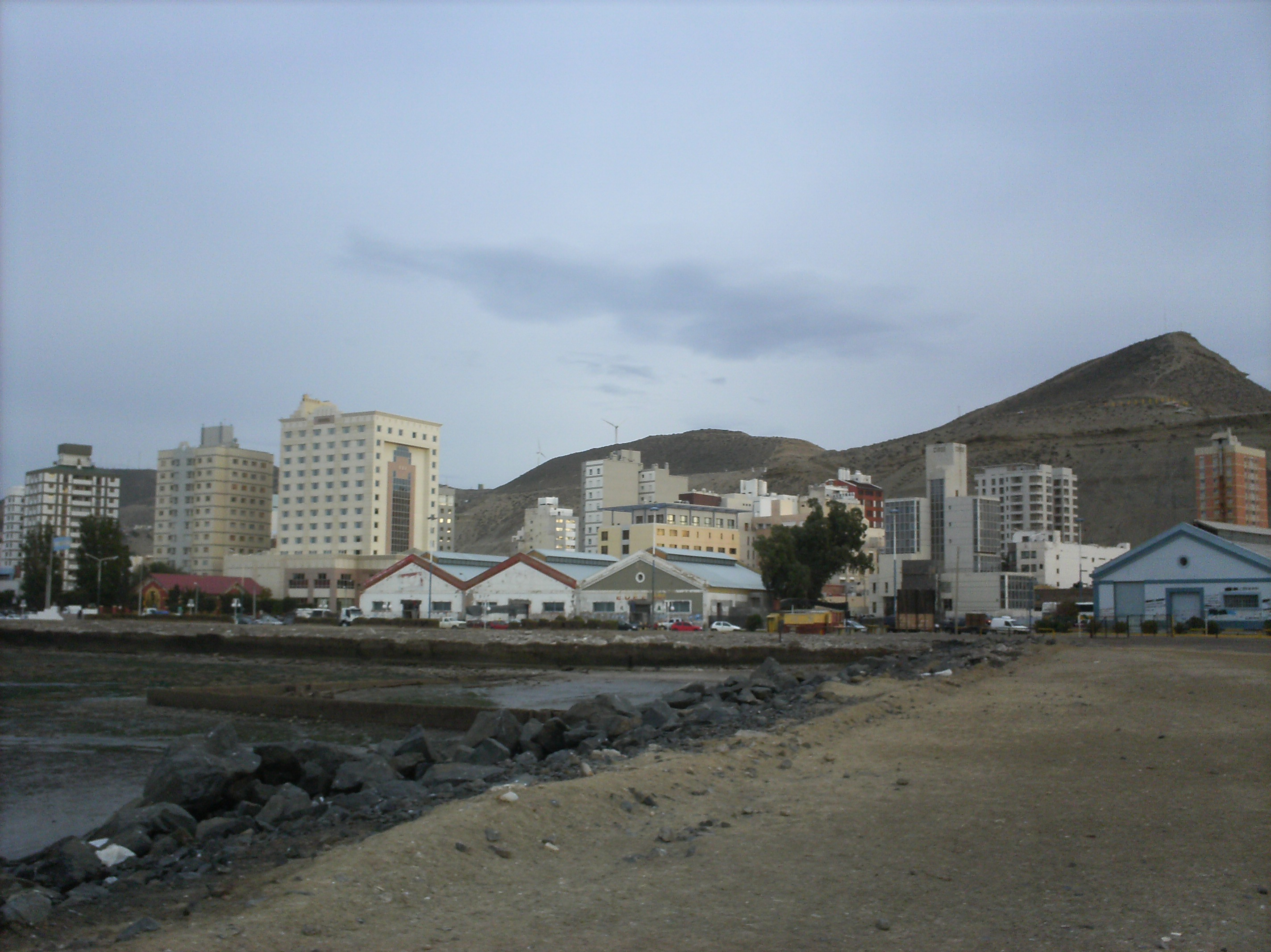
Centro de Comodoro, con el cerro detrás.

El conocido Cerro Chenque es motivo de preocupación a lo largo de la historia comodorense por sus deslizamientos. Si bien la problemática afecta a gran parte del centro de la ciudad, la especial atención se centra sobre todo en la zona denominada "Infiernillo" que viene afectando a la ruta 3 y al camino alternativo del Centenario. La prensa a lo largo de la historia documenta los movimientos intensos del Chenque. Una prueba de ello sucedió en 1935, cuando los vecinos se opusieron a la pavimentación de unas 60 cuadras que incluía zonas circundantes al cerro, justamente por no haberse previsto los movimientos en esa zona. 
Los debates en torno al desmonte del cerro iniciaron desde que la ex Gobernación Militar de Comodoro Rivadavia desmontara el pequeño cerro Chenque Chico que interrumpía el tránsito por el centro de la ciudad. Para 1943 el Ingeniero Carlos Crespi, de YPF, en una nota que le envió al Comisionado Municipal de la ciudad, proponía el proyecto “Lavado del Chenque”. El lavado sería la solución para la tierra proveniente del cerro, que en días de deshielo o lluvia, es arrastrada en forma de limo al ejido de la ciudad dificultando el tránsito de la población se dificulta. El trabajo constaba de dos partes: Efectuar un desmonte del Cerro Chenque de 100 m de espesor y transportar la tierra a través del pueblo para depositarla al mar. El plan fue acompañado de un minucioso detalle de costos. La obra no prosperó.
En el año 1962 una empresa japonesa se habría ofrecido a desmontar el Cerro Chenque a cambio de la explotación del puerto de Comodoro Rivadavia. El método para arrasar el cerro habría sido por presión hidráulica, a través de mangueras de alta presión con un chorro tan potente que puede ablandar y arrastrar la roca. EL barro -agua de mar- sería conducido por canaletas hacia el mar.  El material sería depositado en la playa costanera para rellenarla y construir ahí un puerto. El resultado de la mega obra serían dos ganancias: desmontar o bajar el nivel del Chenque y ganar tierras al mar.  Sin embargo, permanecieron detalles inconclusos y poco a poco al no haber veracidad se fue perdiendo en el tiempo y quedó el proyecto como un rumor entre la población. En 1963 un documento de la Asociación Geológica Subpatagonica señalaba que la ciudad está emplazada en un lugar inapropiado y sugiere que crezca hacia otra dirección, no hacia el Cerro Chenque. Otro informe de Obras Públicas advertía que era una “zona de emergencia” con posibilidades de convertirse en una “zona de desastre”. Lamentablemente, el augurio no tardó en suceder. El 11 de junio de 1969, luego de una intensa lluvia, el cerro produjo uno de los más grandes deslizamientos registrados. El resultado fue que una ciudad partida en dos, clases suspendidas, familias aisladas e incomunicadas y el triste saldo de una persona muerta que regresaba caminando a su casa por el “infiernillo”. 

### El Chenque parte en dos a Comodoro
El 12 de febrero de 1995 se produjo un desplazamiento en el Cerro Chenque sobre 200 metros de la ruta nacional 3. El acontecimiento dejó a Comodoro incomunicada entre su casco céntrico y los barrios del sector norte. Al desaparecer ese tramo de la ruta nacional 3, quedó incomunicada por la vía terrestre todo el centro-sur de la Patagonia con el resto del país. De inmediato también la provincia declaró el «Estado de emergencia» y las autoridades municipales, encabezadas por el intendente José Raúl Pierángeli, iniciaron un plan estratégico para normalizar la situación. Entre los principales males que se vivieron estuvieron los cortes de las líneas telefónicas que pasaban por el sector, 3.278 casas se habían quedado sin el servicio y el colapso vehicular que sobrevino.
La zona de la ruta lindera al Chenque es considerada, desde entonces, de alto riesgo.
Ante el riesgo que significaba circular por la Ruta 3 Vialidad Nacional ideó dos planes. El primero era desviar todo el tráfico por la costa por la avenida que conduce al Hospital Alvear. Sin embargo, esa opción era inviable porque se debía que atravesar un gasoducto y pasar junto a la planta de almacenaje de combustibles. El segundo plan fue ejecutado como solución provisoria. Para ello Vialidad Nacional, junto a  la provincia, construyó un camino nuevo, arriba del primer cementerio de Comodoro Rivadavia donde hoy funciona un paseo costero. Fue financiado por el organismo nacional y se realizó con equipamiento de la provincia. Su construcción en su momento también generó cuestionamientos, pero la consecuencia principal fueron dos juicios por parte de los dueños de dos terrenos que se ubican frente a la estación de servicio de la zona y que fueron usados para la traza. Esto ocasionó una causa penal que prescribió en la Justicia Federal. Mientras que la carpeta civil tuvo fallo favorable para los propietarios, quienes tardaron años en cobrar el juicio a Nación. 
Años después, finalmente se reconstruyó la traza original, decisión que fue cuestionada ante el peligro que significaba un nuevo desplazamiento y el costo de la obra que no brindaría una solución final. 

##### Proyectos de solución
En el año 2000 se presentó un proyecto para abandonar la traza de la ruta 3 que atraviesa el cerro. El mismo consistía en un viaducto de 850 metros de largo. El mismo iniciaba cerca del Chalet Huergo y continuaría hasta el puerto, apoyado sobre pilotes. El Viaducto alcanzó a ser presentado al presidente de la Nación, Fernando de la Rúa, en su visita a los actos por el centenario de la ciudad. Sin embargo, no tenía completa aceptación de toda la comunidad. Los principales planteos en contra de la iniciativa fueron impulsados por las autoridades del Puerto Antonio Morán, cuyas opiniones veían con preocupación la cantidad de terrenos que iban a tener que ceder para realizar la obra. Además, una estación de servicio apostada sobre la zona afectada se manifestaba en contra de obra, como así también los vecinos de Kilómetro 3, quienes apoyaban el proyecto pero pedían cambios en la iniciativa dado que entendían que la obra partía al barrio en dos y no tenía en cuenta cuestiones urbanas, paisajísticas y comerciales.  Finalmente,  El Patagónico el 20 de febrero de 2001, aseguró que una fuente reservada de Vialidad Nacional adujo que el reclamo del puerto y los vecinos del barrio General Mosconi fueron definitorios para rechazar el proyecto, principalmente por dos cuestionamientos que hacían: las dos rotondas de acceso y la imposibilidad de llevar a cabo esas obras en otros sectores de la misma zona. En 2003 la misma falla que desplazó el sector de la ruta en 1995 volvió a reactivarse, pero no pasó a mayores.
Precisamente, en ese año se presentó un proyecto alternativo que consistía en crear una autopista de 6 carriles sobre tierras ganadas al mar mediante la construcción de un dique vertical entre el muelle de ultramar y el muelle de YPF en km 3. El muro sería de 1000 metros con banquinas exteriores y una vía eventual para un futuro ferrocarril transpatagónico. La traza vial incluiría iluminación, defensas, dispositivos de seguridad, drenajes para evitar accidentes frontales. Por otro lado, el trabajo contemplaba un desarrollo en zona norte. Desde el muelle de Kilómetro 3, el camino continuaría por la costa, donde se ganarían otros 300 metros de tierras sobre el mar, ingresando por la zona del Club Tiro Federal para retornar a la traza actual de la Ruta Nacional n.º 3, en el sector próximo al corralón municipal. Sin embargo, el lado más polémico  era que se iban a ganar 60 hectáreas de tierras al mar utilizando de relleno el material que se iba a quitar del Chenque. De esa forma, se iba eliminar peso al cerro. Con la tierra obtenida se procedería al relleno; donde las primeras hectáreas serían destinadas a la zona portuaria, pensados para la creación de sectores de maniobra, carga y descarga y construcción de nuevos muelles, ganando también 2.000 metros de frente de atraque en el puerto. En tanto, otra parte de la tierra sería destinada a zona de recreación y servicio para clubes náuticos y la Prefectura Naval Argentina. Mientras que 20 hectáreas estarían destinadas a urbanización. El proyecto beneficiaría la puerto, protegería al acantilado de la erosión y quitaría peso al Chenque. Además, el plan era una solución para el congestionamiento del tráfico que de cuello de botella que se da a solo 300 metros al norte del centro. También, analizaba la problemática vial, el riesgo geológico, la erosión costera, la posibilidad de tener un crecimiento portuario y restaurar el trasporte ferroviario; recordando que el ferrocarril de Comodoro Rivadavia que tenía paso por esta zona hasta 1978. Finalmente, el proyecto no prosperó, pese a que a su valor inicial era de 47 millones de dólares contra65 millones de dólares que costaba el Viaducto en 1995.

### Ladera sur
El Otro problema que ocurre es en la ladera sur que mira al centro de la ciudad. Los deslizamientos leves rompen los suelos y el peligro de desmoronamiento se incrementó en los últimos años, agrietamientos viene aflorando en distintas secciones de esta ladera, debido al intenso tránsito y al cambio climático que viene azotando a esta zona con temporales de lluvias desde 2010. La urbanización sobre la parte naciente de la calle Sarmiento tuvo que ser trasplantada por reiterados desmoronamientos la ladera que da al barrio centro sufre desprendimientos de rocas por temporales y los movimientos sísmicos  en el sector conocido como "Rincón del Diablo". 
Varios factores contribuyeron a que sea inestable el terreno. Las inundaciones que sufrió la ciudad en 2010, 2011 y 2013 afectaron en gran medida a la ladera produciendo deslizamientos de rocas por calles céntricas como Francia.
En los últimos años extranjeros empezaron a usurpar este sector; no obstante las tierras no son aptas para urbanizar. El 15 de mayo de 2013 la municipalidad de la ciudad levantó gran cantidad de estas viviendas. Para el 13 de junio los trabajos de aterrazamiento provocaron por accidente la caída de grandes rocas sobre este sector del centro. Los daños solo fueron materiales sin personas heridas.

## Ubicación y actualidad

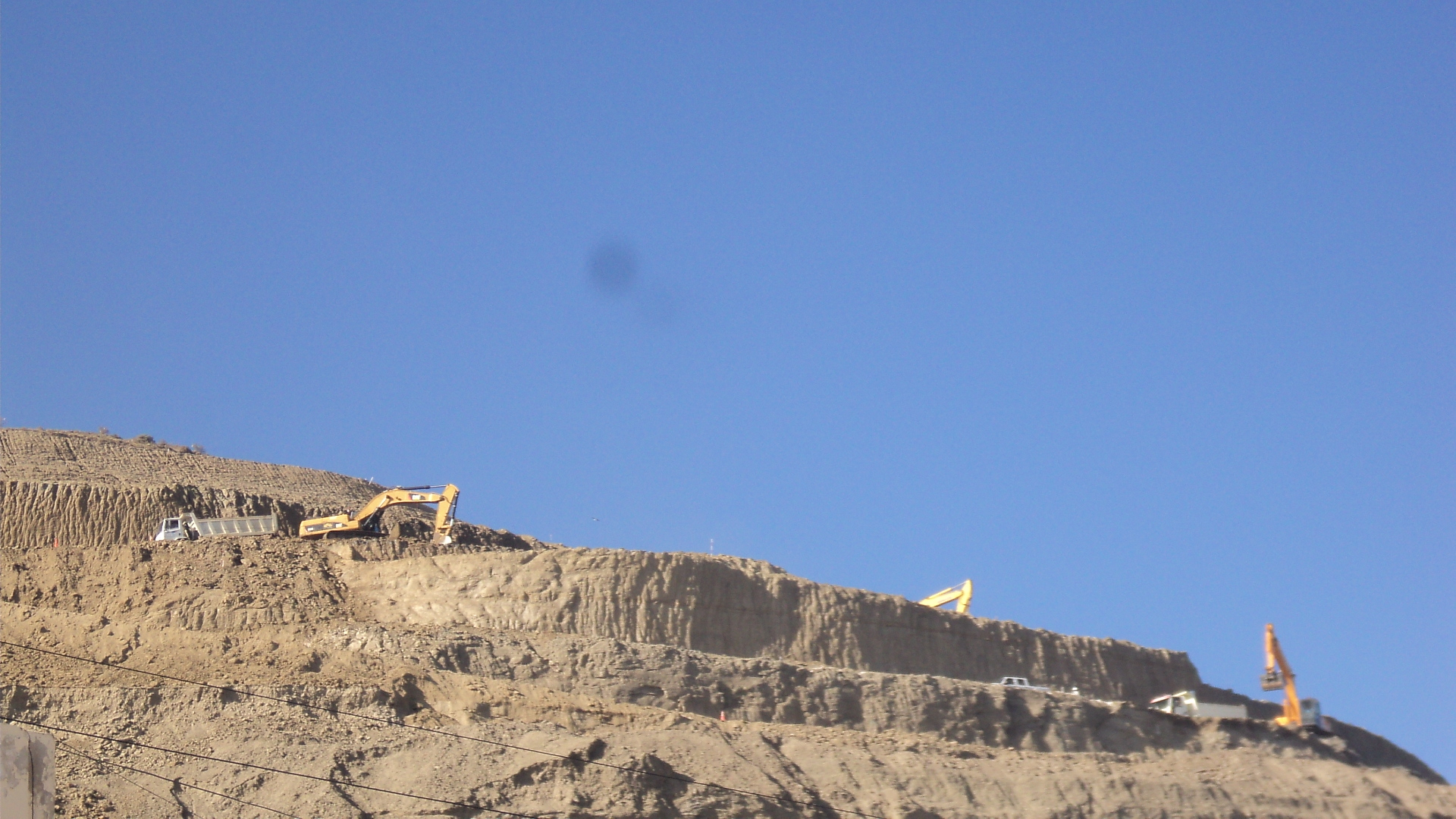
Los trabajos que van aterrazando las laderas del Chenque en 2013

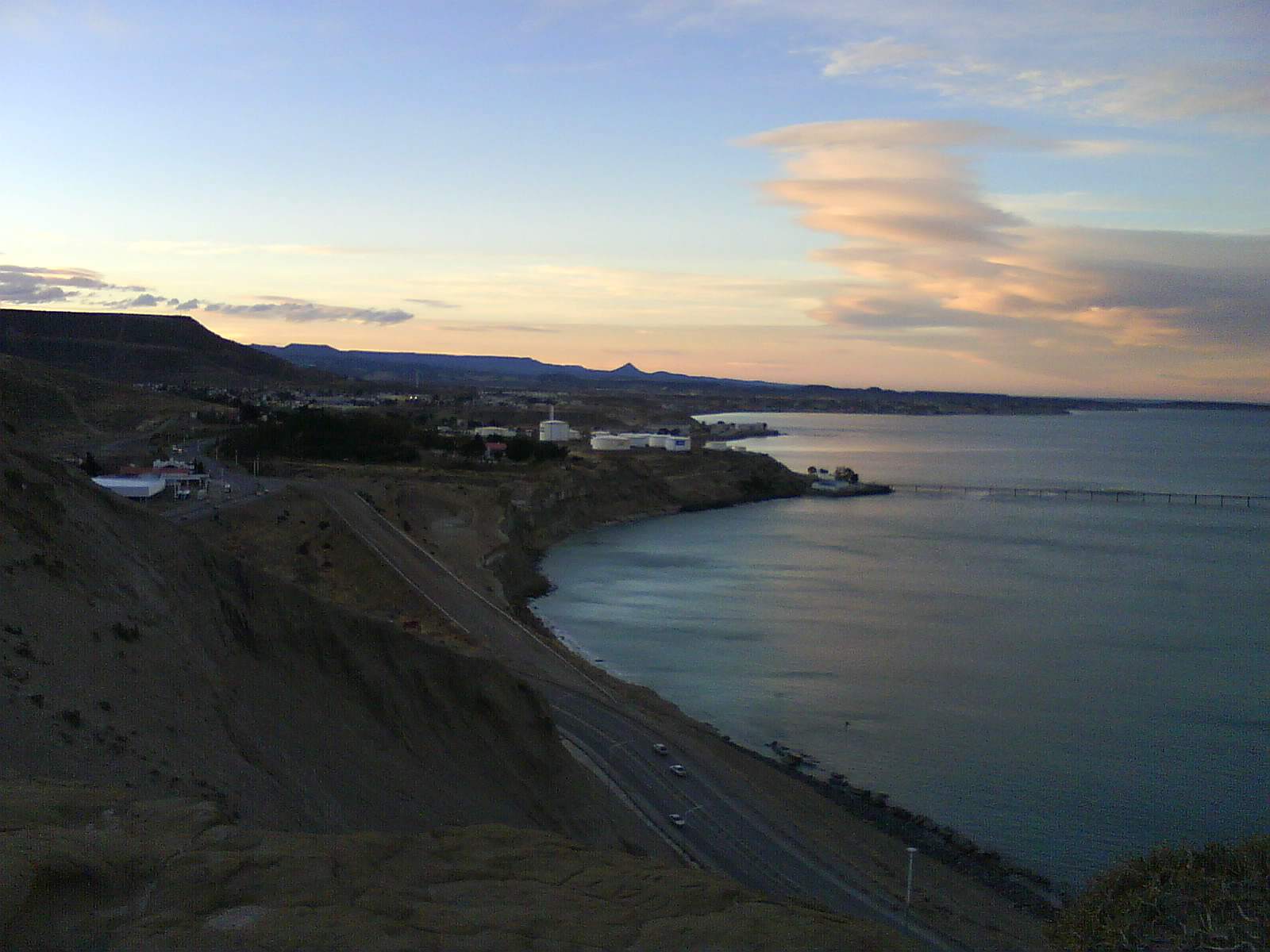
El talud de este cerro y del Viteau atravesado por la Ruta 3, en este sector, el Chenque divide la zona norte y la zona sur del aglomerado Comodoro Rivadavia - Rada Tilly. También aquí se producen la mayoría de los derrumbes.

El cerro se encuentra al norte de la zona sur de Comodoro Rivadavia, al sur del Barrio Saavedra, y al este del Parque eólico Antonio Morán. En la década de 1980 se lo sometió a un intenso desmonte para la construcción del camino alternativo del Centenario destinado a agilizar el tránsito entre zona sur y norte. Dicho trabajo fue por demás dificultoso y que sería  nuevamente memorado en 2011 en el desmonte de parte del sector alto de Punta Peligro.
En su superficie se asientan alrededor de 2000 casas y viviendas, quedando atrapado el cerro dentro del ejido municipal de Comodoro. El cerro afecta especialmente al centro de la ciudad, dado que lo encierra contra el mar impidiendo su expansión, excepto en altura.
La ladera que da al centro de ciudad, paralela a calle Sarmiento, fue eje de movimientos del suelo y aterrazamientos del Chenque con las medidas de seguridad necesarias para no afectar a la comunidad lindante. Esta obra que implicó movimiento de aproximadamente 1.350 mil metros cúbicos de suelo, aterrazamiento, mantas, canales de guarda, taludes, hormigonado tendrá como tiempo de ejecución entre los 12 y 18 meses y resulta uno de los trabajos de infraestructura más importantes para la ciudad, con una inversión oficial de $ 150.231.531,51. El objetivo fue liberar de peso en sectores críticos mediante extracción de terreno en forma de escalones. Estos trabajos crearon una pendiente más estable 28.º o 29.º Los sectores donde existe riesgos potenciales de deslizamiento son los tramos de faldeo sobre la calle Sarmiento y Huergo en su intersección con las calles Mitre, Francia, Belgrano, Chacabuco y en los sectores del escalonamiento y deslizamiento, próximos a la ruta 3.
La tarea además comprendió la protección de los escalones con un manto de gravas y un sistema de zanjas de drenaje evita erosión al encauzar corrientes de aguas de lluvias. Al finalizarse  se podrá conseguir que el cerro no tenga movimientos sísmicos por casi 50 años y en deslizamientos de macizos rocosos superior a los 100 años.
La obra cumplió su función y en las grandes inundaciones de 2017 y 2022 el centro no sufrió deslizamientos y anegamientos en sus calles. Por su eficacia la obra fue distinguida por la Asociación Argentina de Carreteras.
En marzo de 2013 se conoció el plan para montar sobre parte de su cima a 180 msn la instalación de un observatorio con vista sobre zona sur, pero vedada hacia zona norte de la ciudad y de un Museo de los Pueblos Originarios. También se conoció que 17 terrazas decorarán el cerro tras los trabajos a fin de año o primeros días del 2014 y en una segunda etapa será el aterrazamiento de la parte lateral de la zona norte.

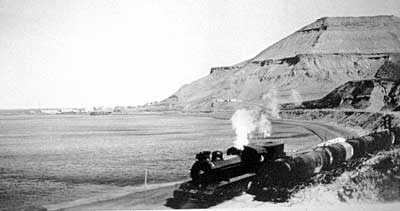
El ferrocarril de Comodoro Rivadavia a Sarmiento tuvo sus vías sobre el talud del cerro. En la imagen se ve la parada Muelle YPF.

En septiembre de 2022, tras un intenso temporal de lluvias, se produjo un nuevo deslizamiento sobre ruta 3. Las grandes rocas se precipitaron al asfalto, no ocasionando accidentes de forma fortuita. 
Este incidente motivo el corte de la ruta y el desvío del tránsito por el camino alternativo. De inmediato se cito a especialistas del Departamento de Geología de la UNPSJB para efectuar un relevamiento en la zona, junto a funcionarios municipales, vialidad y del ejército.

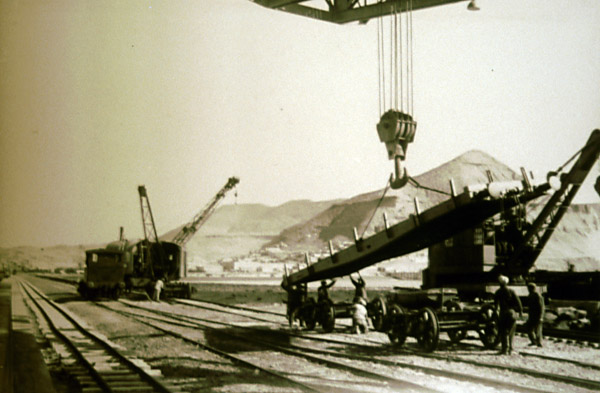
Grúa descargando vagones del ferrocarril en el puerto. Detrás, el cerro.

Los especialistas llegaron a la conclusión de que el cerro Chenque es una masa de rocas blandas que tiene un nivel muy duro en el medio. Desde su cima posee marcas en la superficie, que son fracturas naturales. Particularmente en la zona de la ruta, tiene esas fracturas de larga data. Las mismas quedaron expuestas cuando fue el desplazamiento de 1995. Las fracturas se meten hacia adentro del terreno, que se va infiltrando de agua con cada lluvia se socaba más. Después de un periodo prolongado de tiempo las fisuras se hacen lo suficientemente profunda como para hacer que el peso de la roca haga que se deslice. Si bien ya cayó una parte y aun existen  marcas y fisuras grandes. Siendo muy difícil predecir cuándo o en qué momento se puede dar un deslizamiento.

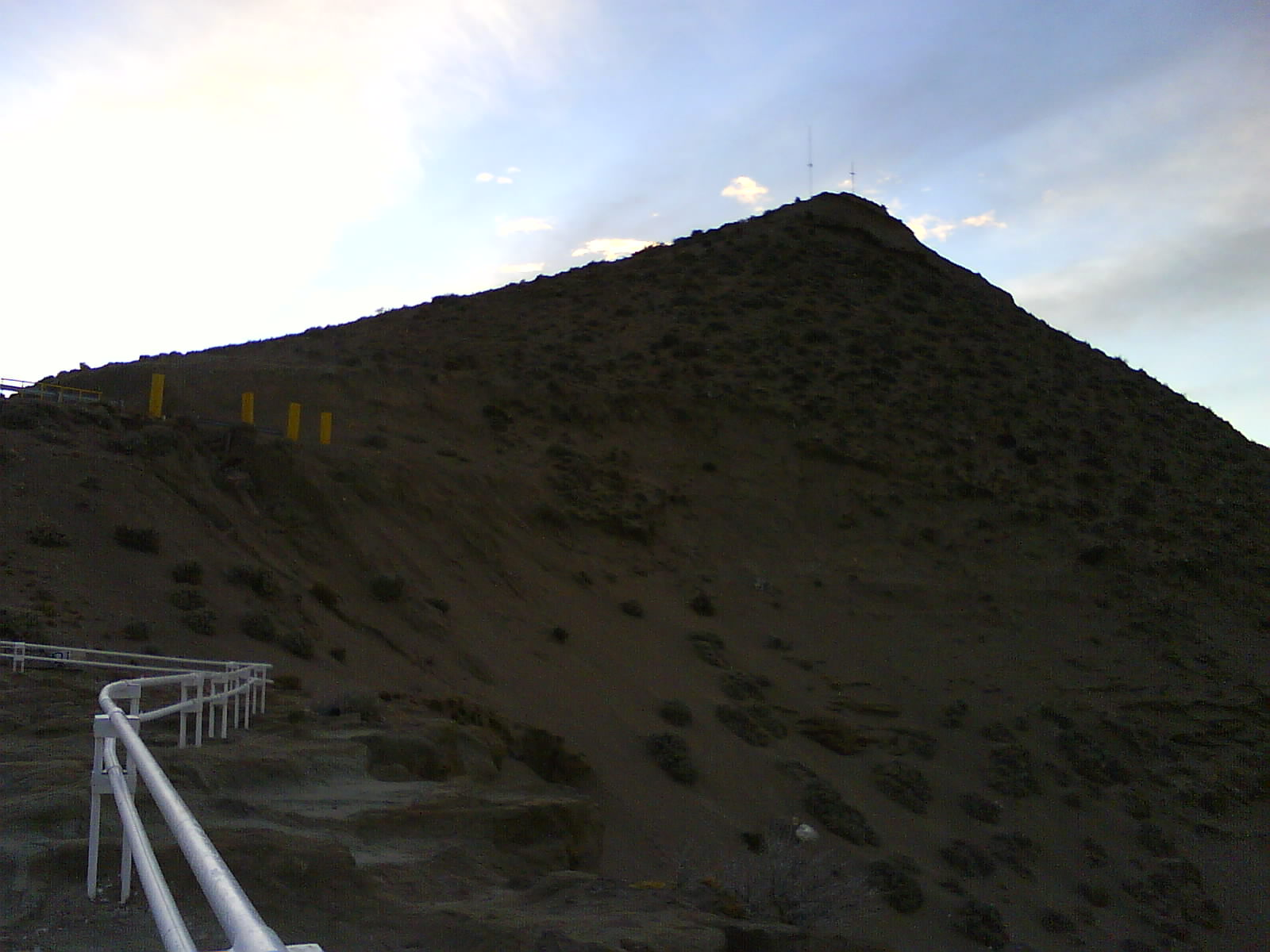
Desde lo alto del mirador se deslumbra la cima del localmente famoso Chenque. La imagen también muestra la ladera más conflictiva que da hacia la ruta.

Otras de las causas de los derrumbes es por un lado, la cantidad de tráfico que hace de Comodoro cuarto lugar en el interior del país con mayor cantidad de tránsito en un acceso. Además, el gran flujo vehicular liviano produce parte de los derrumbes que son causados por la vibración por el tránsito liviano, que  es más constante que el tránsito pesado. 
Por otro lado, el continuo socavamiento por parte del mar en su talud crea gran inestabilidad. Se sigue recomendando atenuar la erosión del mar sobre la base, a través de la colocación de rocas o acrópodos. El sector más comprometido sería que da al nuevo paseo costero, debajo de la zona del Chalet Huergo, contra el mar. La longitud sería de alrededor de 280 metros, y el objetivo es disipar la energía del mar, evitando que se produzcan desmoronamientos que sigan comiendo el pie del cerro. Desde el Gobierno provincial, indicaron que la obra se encuentra en proceso de armado de licitación y tendrá un plazo de ejecución de aproximadamente 250 días.
Otra solución sería continuar el aterrazamiento de las otras laderas como la que da al mar, tal como se hizo con la ladera que da a la calle Sarmiento.
La obra encarada sobre la ladera que da al centro permitió que los eventos de la gran inundación de  marzo-abril de 2017 no afectaran a los edificios sobre la calle Sarmiento por anegamiento y  acumulación de fango. La ladera oriental, que da al cerro Viteau, permite ver el impacto al  quedar fuertemente afectada por erosión hídrica.
Para octubre de 2022 Vialidad Nacional declaró la emergencia vial por 180 días sobre el tramo atravesado por el cerro. La resolución del organismo indicó:  

“Apreciación de una serie de grietas, que denotan fracturas de bloques y el consecuente desprendimiento de los mismos, ha generado una situación de alerta máxima sobre el sector de Ruta Nacional N° 3 que limita con dicha ladera”. En este sentido, “se deberán realizar distintas intervenciones para garantizar la seguridad en este sector de la Ruta Nacional N° 3”.
Vialidad Nacional

El plan abarcaría permite la implementación de medidas complementarias de seguridad vial y la ejecución de demoliciones controladas en el Cerro Chenque; apoyo logístico para traslado de materiales, enseres y equipos para demoliciones y estudios; auscultación y monitoreo de la superficie del Cerro Chenque para la detección de nuevas fallas y/o bloques inestables.
También establece la instalación de sistemas de defensas activos y/o pasivos, para minimizar la caída de materiales sobre la calzada; y la ejecución de estudios básicos para la formulación de modelos conceptuales y análisis de estabilidad del faldeo este del Cerro Chenque.
El informe del monitoreo aéreo fotogeológico de la zona crítica del sector noreste del Cerro Chenque fue terminante. Se evaluó al movimiento como milimétrico alarmante, ya que documenta la inestabilidad del sistema de bloques en la zona crítica. El documento fue elaborado por el geólogo José Allard, responsable del monitoreo. La municipalidad ante los hechos inició en octubre la obra de un muro de contención  en la zona.
Finalmente, Vialidad Nacional, ante el gran riesgo de derrumbe de material hacia la ruta nacional, realizará microexplosiones con gases. Además mediante el uso máquinas viales, traídas desde Buenos Aires, se retirará de 4 mil a 7 mil toneladas de roca para brindar seguridad a los automovilistas. La obra se haría con desprendimientos programados donde se tiene que volar la ladera, con fragmentos de bajas dimensiones.
Para noviembre de 2022 el geólogo Néstor Hirts “padre” del proyecto de aterrazamiento del Cerro Chenque que se realizó en el faldero que da hacia el centro; y que fue efectivo durante el temporal de 2017 y 2022. Aseguró que la inestabilidad viene generada en los primeros 30 metros en sentido horizontal. Con lo cual se puede efectuar un perfil inclinado de 29 grados haciendo la obra análoga que se ejecutó con la calle Sarmiento. Esto, según el especialista, podría ser una solución a la larga problemática. La propuesta implicaría obras adicionales, ya que se debe recompactar todo el material que fue desplazado y hoy se encuentra todavía debilitado en la zona del deslizamiento.
Para diciembre no se realizó ningún trabajo; por lo que se aseguró que en enero de 2023 iniciarían las obras. Serían removidos 4.000 metros cúbicos (11.000 toneladas) a cargo de Vialidad Nacional, pero pidió colaboración al municipio para el retiro y la disposición final del material extraído. El material se aprovecharía en un sector de la playa costanera, contiguo a la zona del desprendimiento y que se ve erosionando por marejadas. En tanto, el equipo de geólogos de la municipalidad que viene monitoreando la situación; advirtió que no hubo movimientos significativos en ningún sector.

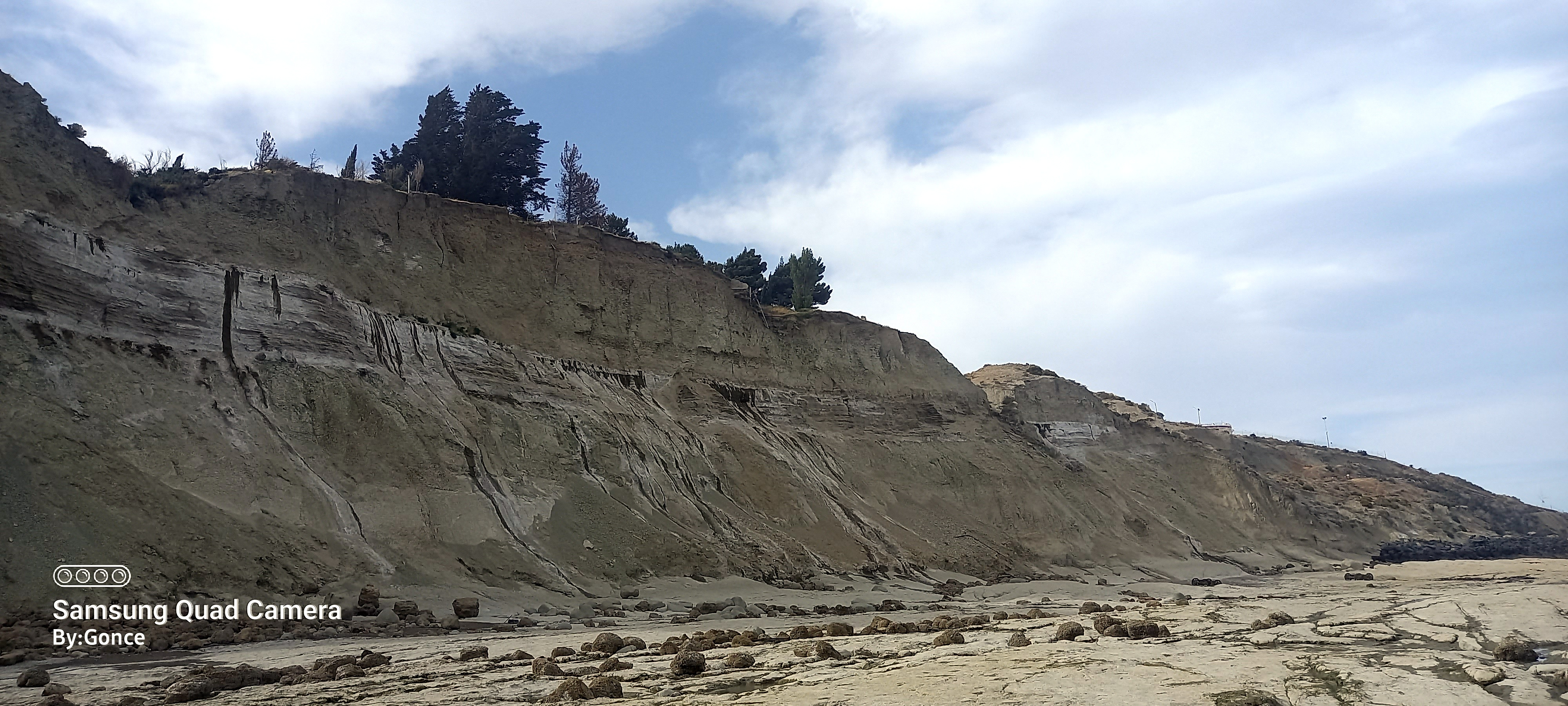
Vista del acantilado del Chenque gravemente erosionado por el mar que pone en peligro también al parque Huergo.

Finalmente, el 9 de febrero de 2023 comenzó el desmoronamiento controlado en la ladera noroeste del Chenque. El objetivo fue el desprendimiento de 4.000 metros cúbicos, que se encontraban en forma inestable. El operativo produjo un corte de la ruta nacional con el desvío del tránsito por los caminos alternativos el Roque González (de sur a norte) y el Centenario (de norte a sur); mientras que el tránsito pesado fue desviado por la Ruta Provincial 37. Las explosiones tuvieron el beneficio de que las rocas grandes se volvieron pequeñas y no sobrepasaron la barrera de protección. Mientras que por otro lado la mañana ventosa benefició, porque todo el polvo fue a parar a la cercana playa costanera.

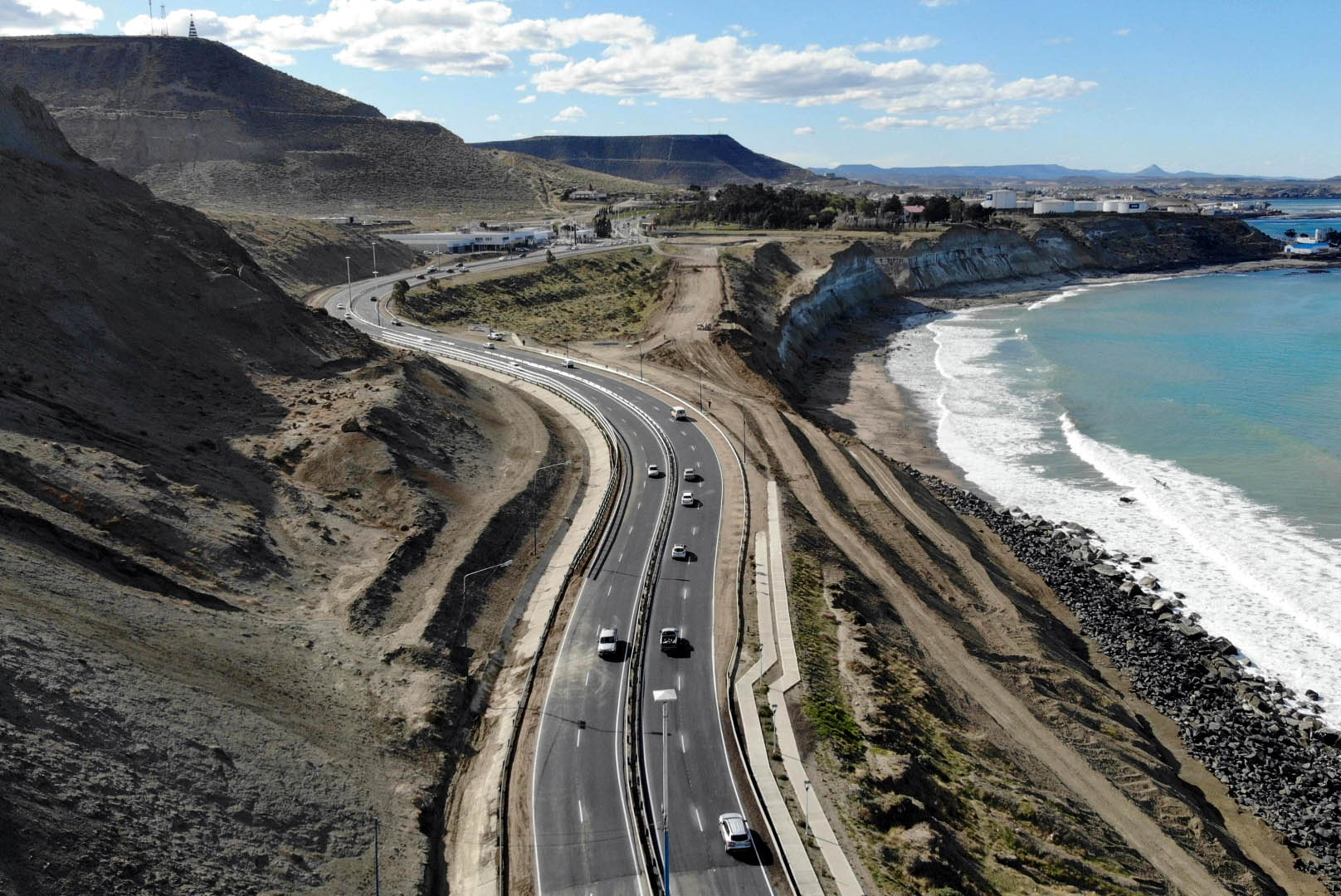
La ruta luego que Vialidad Nacional reconstruyera su traza y el talud tras desmoronamiento de 2023

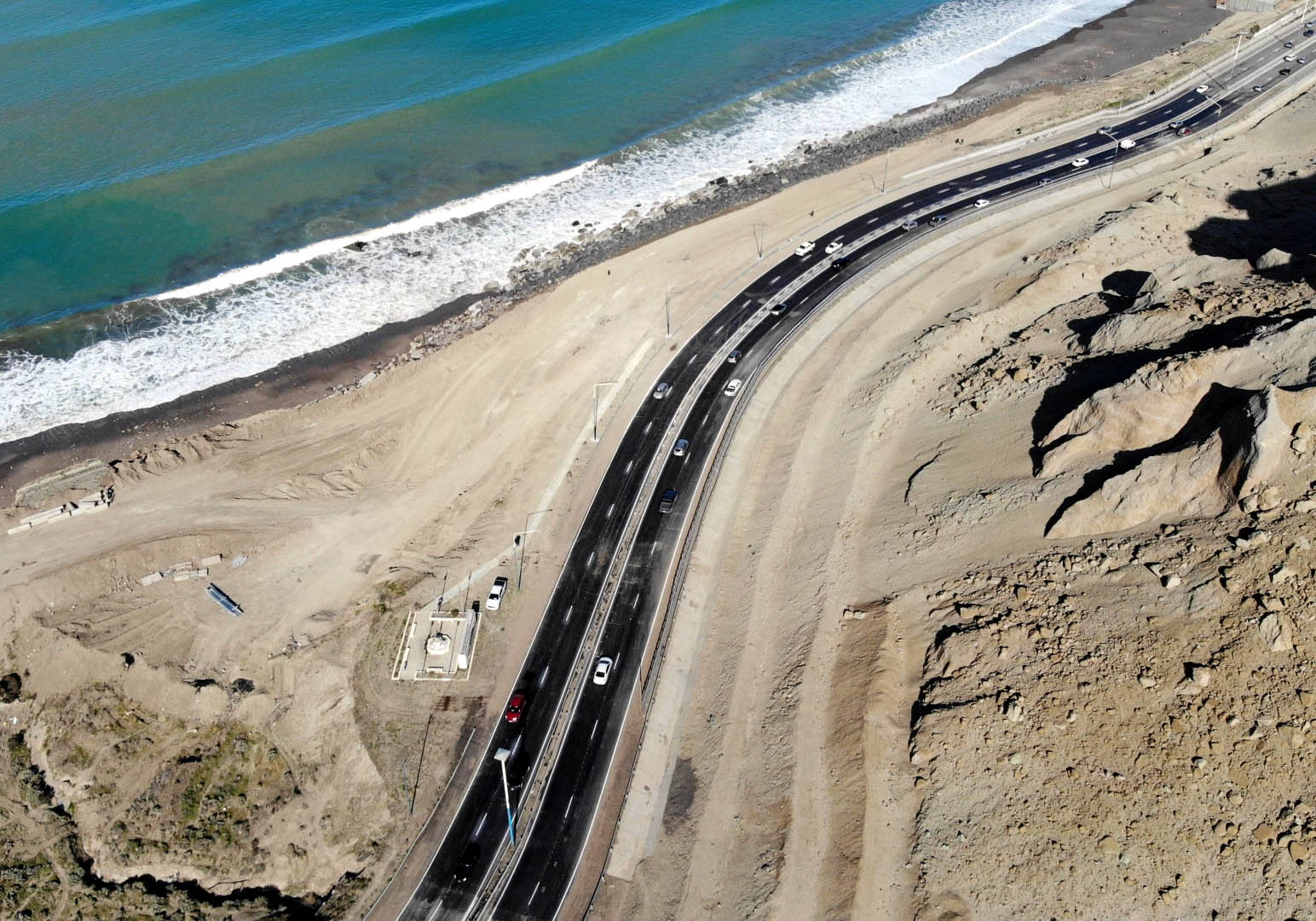
La ruta reconstruida a los pies del cerro.

Para agosto el cerro volvió a ver fracturas en su ladera sur al aparecer intensas grietas de diferente profundidad y de un largo de hasta 50 metros. Estas fracturas alcanzaron a la ruta Nacional 3 y el tráfico debió sufrir la reducción de la calzada de la ya congestionada ruta. Además, el tránsito pesado proveniente desde el norte fue redireccionado desde la intersección de ruta 3 y ruta Provincial 37 y el flujo desde el sur fue enviado al cruce de ruta 3 y ruta Nacional 26. Esto insume a la flota pesada un rodeo extra para evitar la ciudad hacia Pampa del Castillo y luego hacia nuevamente la ruta 3 ante la falta de un camino de circunvalación. Se estima que gran parte de la inestabilidad que el cerro sufre es causada por la intensa erosión marina. Una investigación llegó a la conclusión que en la zona costera entre el puerto de Comodoro y el Chalet Huergo, entre 1968 y 2023, se puede calcular una tasa de retroceso de la costa en valores van entre 60 centímetros y 1,10 metro. De este modo, se concluye que la costa se retira un metro hacia atrás en promedio por año. Actualmente, los geólogos de la UNPSJB consideran que la construcción de obras civiles en el mar como la del puerto  modificó el perfil de playa ya que se generó una modificación en la forma en que las olas chocan contra la costa y dónde lo hace; lo que termina erosionando gravemente el área. Eso se intensifica en las tormentas y el cambio climático que aumenta el nivel del mar. Además, los profesionales aseguran que el sedimento va a parar a las aguas que rodean al puerto y no la playa lo que agrava la erosión. Ante esto el dragado del puerto fue licitado. Los geólogos recomendaron ante la grave situación que la solución sería una estabilización como la realizada sobre calle Sarmiento. Esto crearía un escalonamiento con una pendiente adecuada, quitándole peso en la parte alta del talud y estabilizando esas bermas con impermeabilización y sistemas de drenaje. Además, se recomendó  ejecutar una protección sobre el mar y recomponer el talud con escalones hasta llegar a la cota de la ruta, que son unos 35 o 40 metros. Las grietas siguieron aumentando en tamaño y profundidad y el 28 de agostó Vialidad Nacional decidió el cierre total al tránsito del tramo Centro - km 3. Los primeros estudios determinaron que un bloque que supera los 100.000 metros cúbicos de material se está desplazando y se trata del mismo bloque que se desplazó en 1995. El desplazamiento del bloque se produce en dirección hacia el mar, debido a la gran marejada reciente que dejó sin la parte inferior que era una cuña que lo mantenía en su sitio. Sumado al hecho de que desde el año pasado un aumento de la capa freática hace que la base de este talud está saturada de agua. Siendo esto fue lo que disparó el movimiento de este bloque en particular. En los siguientes días se concluyó que la masa a desplazarse sería de unos 150.000 metros cúbicos, equivalente a 300.000 toneladas y que el frente costero ya habría perdido a lo largo de los años de erosión unos 250.000 metros cúbicos acumulados de bajo del mar que hoy hacen dificultosa la operatividad del puerto por quitar profundad a la costa que rodea. Finalmente, el talud del cerro empezó a desmoronarse hacia el mar el 30 de agosto dejando la ruta partida en 2 por un zanjón que dejó separada la ruta unos 10 metros en la cabecera y en otro sector cercano 15 metros. Los expertos no descartaron que los derrumbes prosiguieran y que se vea afectada la base misma del cerro Chenque  que no llega al mar. El domingo 3 de septiembre se inició la reparación del talud para que la ruta pueda reestablecerse. La grieta se habría detenido, pero las marejadas futuras pondrían en reactivación los problemas geológicos sino se enroca rápido el acantilado del cerro.
Para el 11 de septiembre el Colegio de Arquitectos de Comodoro Rivadavia recomendó el aterrazamiento de la cara que da al mar del cerro. A partir del material quitado se lograría estabilidad del cerro y se podría proceder a utilizar para relleno y protección del área que es erosionada por el mar. Además, la zona resultante sería utilizada por la ciudad para el destino que se decida. De esta forma, la propuesta sería similar al fallido proyecto Comodoro 2030. A fines de septiembre el sector del  talud fue recuperado por los trabajos viales y se avanzó en sistema  para permitir el drenaje de agua, de manera de evitar la filtración de agua de lluvia. Paralelamente, en el pie del talud se colocó, además del enrocado para proteger del embate de las olas, una malla geotextil, para impedir o limitar la filtración de agua desde el mar, además de la construcción y colocación de gaviones. Esto se hizo para portar peso y dar mayor protección a ese sector, pensando en una marejada extraordinaria. A fines de septiembre vialidad nacional confirmó que el talud fue reconstituido y se hicieron bermas, con tareas similares al aterrazamiento ya realizado sobre la ladera del cerro en calle Sarmiento, para mejorar la estabilidad del sector y que además se buscaba avanzar para que se logré toda la protección costera para evitar futuros derrumbes de esta sección del cerro.Finalmente, el 4 de octubre el sector del talud del cerro fue reparado y se pudo rehabilitar la ruta nacional. Los trabajo también repusieron el enrocado en la falda del cerro para prevenir futuros desmoronamientos.

## Acceso al lugar y urbanismo
El Cerro Chenque ofrece la posibilidad de acceder a este impresionante paisaje en automóvil mediante las calles Alvear y Misiones (camino alternativo). A pesar de que el cerro era escalable sin mucha dificultad desde le cerro, la obra del aterrazamiento lo tornó muy dificultoso y peligroso por la creación de terrazas escalonadas con distinta altura. Como resultado, muchas personas resultaron heridas en su ascenso.
Algunas de sus laderas fueron profundamente urbanizadas para la creación de los barrios Centro, Pietrobelli, Newbery y Balcón del Paraíso, entre otros. La dificultad de acceso a muchas de estas urbanizaciones creó condiciones para que se instalen bandas delictivas en sus alturas.

## Mirador del Cerro Chenque
Con sus 214 m s. n. m. de altura flanquea la entrada al casco céntrico de la ciudad por el sector norte de esta. Ofrece una vista panorámica de la zona céntrica, toda la zona sur y las mesetas, hacia el norte, el Pico Salamanca, parte de la zona norte, el Puerto de Comodoro Rivadavia, Rada Tilly, punta del Marqués, pampa del Castillo, y la parte Norte de Santa Cruz que incluye Caleta Olivia de noche y todo el mar en su esplendor.
El Cerro Chenque está compuesto por materiales sedimentarios intercalados con bancos de ostreras milenarias. Es un recurso natural y simbólico de Comodoro Rivadavia. El cerro se eleva dominando la zona central de la ciudad y se constituye junto al petróleo, en uno de los rasgos distintivos de la ciudad.

## Energía eólica
El Chenque posee 2 molinos pertenecientes al parque eólico Antonio Morán, dichos molinos son visibles desde el centro, la ruta y varios barrios de zona sur.